# Каменка (Воронежка област)
Каменка на руски: Каменка) е село в Поворински район на Воронежка област на Русия.
Влиза в състава на селището от селски тип Байчуровское.

## География

### Улици
- пер. Народный
- ул. Народная
- ул. Советская

## Население
| 2010 |
| ---- |
| 397  |